# شوگو ناکاتسورو
شوگو ناکاتسورو (ژاپنی: 中津留 奨吾؛ زادهٔ ۳ ژوئن ۱۹۸۷) یک بازیکن فوتبال اهل ژاپن است.
از باشگاه‌هایی که در آن بازی کرده‌است می‌توان به باشگاه فوتبال و-واران ناگاساکی و باشگاه فوتبال فوجی‌ئدا اشاره کرد.